# Кит, Татьяна Орестовна
Татьяна Орестовна Кит (укр. Тетяна Орестівна Кіт; 1 сентября 1994, Львов, Украина) — украинская спортсменка, борец вольного стиля, бронзовый призёр чемпионата мира 2015 года, серебряный призёр чемпионатов Европы 2016 и 2019 годов. Участница I Европейский игр в Баку, участница Олимпийских игр 2020 года в Токио. 

## Биография
Борьбой занимается с детства с 2005 года. На международных спортивных соревнованиях по борьбе выступает с 2009 года. Призёр чемпионата мира и Европы среди кадетов и  юниоров.
Одержала победу в весовой категории до 55 кг на чемпионате Европы среди спортсменов не старше 23-х лет, который состоялся в 2016 году в Болгарии. Через год на аналогичном чемпионате в Венгрии повторила свой результат, но в весовой категории до 58 кг. 
В 2015 году приняла участие в соревнованиях по борьбе на I Европейских играх, которые состоялись в городе Баку. В весовой категории до 55 килограмм, она заняла итоговое пятое место.
На чемпионате мира, который состоялся в США, она в весовой категории до 55 кг завоевала бронзовую медаль поборов в поединке за третье место спортсменку из Белоруссии. Весной 2016 года на чемпионате Европы в Риге она завоевала серебряную медаль, уступив в финале чемпионский титул спортсменке из России Ирине Ологоновой.
Принимала участие в квалификационном турнире к летним Олимпийским играм в Рио-де-Жанейро, который проходил в Стамбуле. Заняла итоговое третье место и не попала в число спортсменов участвующих в играх в Бразилии. 
В апреле 2019 года на чемпионате континента в румынской столице, в весовой категории до 55 кг Татьяна в схватке за золотую медаль уступила спортсменке из Венгрии Эмеше Барке и завоевала вторую серебряную медаль взрослого чемпионата Европы. 